# David Malpass
Cet article possède un paronyme, voir Malpas (homonymie).
David R. Malpass, né le 8 mars 1956 à Petoskey (Michigan), est un économiste et un homme politique américain, fondateur d'Encima Global LLC. Il est président du Groupe de la Banque mondiale de 2019 à 2023.

## Biographie

### Famille
David Malpass et son épouse, Adele, fille d'Herman Obermayer (en) et petite fille de Neville Levy, vivent à New York.

### Formation
Il obtient un BA en physique du Colorado College et un MBA de l'université de Denver. Il étudie l'économie internationale à l'université de Georgetown.

### Politique
Il est Deputy Assistant Treasury Secretary sous la présidence de Ronald Reagan, Deputy Assistant Secretary of State sous celle de George H. W. Bush puis économiste en chef chez Bear Stearns de 1993 à 2008. Il figure à la deuxième place des économistes de Wall Street en 2005, 2006 et 2007.
Il est chroniqueur du magazine Forbes et du Wall Street Journal.
En 2010, il reçoit le soutien de Rudolph Giuliani et Steve Forbes lors de la primaire républicaine pour une élection sénatoriale spéciale dans l'État de New York. Il termine en deuxième position derrière Joe DioGuardi.
Il apporte son soutien au candidat Donald Trump, durant l'élection présidentielle américaine de 2016. Celui-ci le nomme sous-secrétaire du Trésor des États-Unis pour les affaires internationales en septembre 2017.

### Banque mondiale
En 2019, il devient le candidat des États-Unis à la présidence du Groupe de la Banque mondiale. Il est nommé officiellement le 5 avril, et prend ses fonctions le 9 avril pour un mandat de cinq ans.
Il est connu pour sa critique du multilatéralisme et son hostilité aux réformes de l'institution en vue d’un meilleur financement des pays en développement.
Le 20 septembre 2022, il est accusé par Al Gore d'être climato-sceptique. Interrogé trois fois pour savoir s'il acceptait le consensus scientifique que la consommation d'énergies fossiles est une principale cause du réchauffement climatique, il n'a pas répondu, se contentant de déclarer : « Je ne suis pas un scientifique ». Le 22 septembre, dans un mémo interne et dans une interview à CNN International, il accepte le consensus sur les causes humaines du changement climatique. L’incident le met d’autant plus sous pression que des économistes et scientifiques reprochent à la Banque mondiale de ne pas en faire suffisamment contre le changement climatique.
En février 2023, David Malpass annonce qu'il démissionnera d'ici la fin juin 2023 de son poste de président de la Banque mondiale, soit un an avant la fin de son mandat,.